# 海軍艦艇命名条例
海軍艦艇命名条例は、 中国人民解放軍海軍の艦艇の命名に関する条例である。 当条例は1978年11月18日に制定され、1986年7月10日に改訂された。

## 内容[2]

### 命名原則

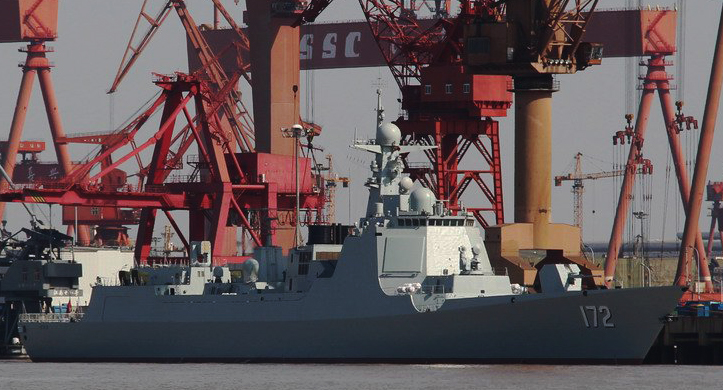
駆逐艦は大・中規模都市の名を取る。駆逐艦「昆明」

本条例による艦艇の命名は以下の原則に従う。
（一）世界の他の国や地域の船名と異なる
（二）国内の民間商業船の船名と異なる
（三）合理的で覚えやすい
（四）発音が明確で、他と混乱しにくい
（五）意義深い
（六）国の尊厳を反映することができる
（七）中華民族の長い歴史と文化を反映することができる
（八）歴史の試練に耐える、長期間使用できる、長期間の装備の発展の要求を満たせる

### 命名権限
一級艦（航空母艦、戦艦、巡洋艦、原子力潜水艦）は総参謀部が命名する。そのうち巡洋艦以上のものは国務院がケースバイケースで命名する。
二級艦（駆逐艦、フリゲート、通常型潜水艦、揚陸艦）とそれ以下の艦艇は海軍が命名する。

### 命名規則
- 空母、戦艦、巡洋艦は、省、自治区、直轄市の名をとって命名する。例えば空母「遼寧」。
- 駆逐艦は、大・中型都市の名をとって命名する。例えば駆逐艦「寧波」。
- フリゲートは、中・小型都市の名をとって命名する。例えばフリゲート「東莞」。
- 補給艦は湖の名をとって命名する。例えば補給艦「千島湖」。
- 弾道ミサイル原潜・攻撃型原潜は「長征」と番号を使って命名する。例えば長征6号。
- ミサイル通常型潜水艦は「遠征」と番号を使って命名する。例えば遠征23号。
- 魚雷通常型潜水艦は「長城」と番号を使って命名する。例えば長城18号。
- 掃海艦は州、県の名をとって命名する。例えば掃海艦「鶴山」と「霍邱」。
- 哨戒艇は県の名をとって命名する。例えば哨戒艇「南海」と「番禺」。
- 揚陸艦は山の名をとって命名する。例えば揚陸艦「井崗山」。
- 情報収集艦は星の名をとって命名する。例えば情報収集艦「天狼星」。
- 訓練艦と練習艦は歴史上の人名をとって命名する。例えば練習艦「鄭和」。
- 補助船は所属の海域と船種の名前（例えば「南運」「東拖」「北油」「東標」など）と番号を使って命名する。